# Liste des gouverneurs des provinces de l'Ouzbékistan
 (août 2023).
Cette page dresse la liste des dirigeants des 14 provinces de l’Ouzbékistan (12 provinces de droit commun ayant un hokim à leur tête, la ville capitale et la république du Karakalpakstan).

## République autonome

### Karakalpakstan

#### Président
| Nom                  | de              | à               |
| -------------------- | --------------- | --------------- |
| Davletbay Shamshetov | Novembre 1991   | Juin 1992       |
| Ubbiniyaz Ashirbekov | Juin 1992       | 17 juillet 1997 |
| Timur Kamalov        | 17 juillet 1997 | 3 mai 2002      |
| Musa Yerniyazov      | 3 mai 2002      | 31 juillet 2020 |
| Murat Kamalov        | 2 octobre 2020  | actuel          |

#### Président du Conseil des ministres
| Nom                     | de              | à               |
| ----------------------- | --------------- | --------------- |
| Amin Tagiyev            | 1991            | Janvier 1992    |
| Rajabboy Yoʻldoshev     | Janvier 1992    | 1995            |
| Bahrom Jumaniyozov      | Février 1995    | Décembre 1995   |
| Saparbay Avezov         | Décembre 1995   | Octobre 1998    |
| Amin Tagiyev            | Octobre 1998    | 7 octobre 2002  |
| Tursinbay Tanirbergenov | 7 octobre 2002  | 3 mars 2006     |
| Baxadir Yangibayev      | 3 mars 2006     | 14 octobre 2016 |
| Qahramon Sariyev        | 14 octobre 2016 | actuel          |

## Province

### Andijon
| Nom                     | de              | à               |
| ----------------------- | --------------- | --------------- |
| Kayum Khalmurzaev       | 4 janvier 1992  | 1993            |
| Qobiljon Obidov         | 1993            | Octobre 1996    |
| Mamayusuf Mamasiddiqov  | 1996            | 2000            |
| Qobiljon Obidov         | Janvier 2000    | 25 mai 2004     |
| Saʻdulla Begaliyev      | 25 mai 2004     | 13 octobre 2006 |
| Ahmadjon Usmonov        | 13 octobre 2006 | 1er avril 2013  |
| Shuhratbek Abdurahmonov | 26 avril 2013   | actuel          |

### Boukhara
| Nom                     | de                | à                |
| ----------------------- | ----------------- | ---------------- |
| Damir Yodgorov          | 4 janvier 1992    | 1996,            |
| Mavlon Rahmonov         | 1996,             | 14 décembre 1996 |
| Samoyiddin Husenov      | 14 décembre 1996, | 27 décembre 2011 |
| Muhiddin Esonov         | 27 décembre 2011  | 16 décembre 2016 |
| Oʻktam Barnoyev         | 16 décembre 2016, | 28 février 2020  |
| Karim Kamolov (intérim) | 29 février 2020   | 22 août 2020     |
| Farhod Umarov (intérim) | 22 août 2020      | 8 novembre 2020  |
| Botir Zaripov           | 8 novembre 2020   | actuel           |

### Ferghana
| Nom                        | de                | à                 |
| -------------------------- | ----------------- | ----------------- |
| Mirzajon Islomov           | 4 janvier 1992    | 14 février 1997   |
| Numonjon Mominov           | 14 février 1997   | 2000              |
| Alisher Otaboyev           | 15 janvier 2000   | 15 octobre 2004   |
| Shermat Nurmatov           | 16 octobre 2004   | Octobre 2006      |
| Abduhoshim Abdullayev      | 2006              | Mars 2008         |
| Mamatisoq Gofirov          | Mars 2008         | 12 novembre 2008  |
| Hamidjon Neʻmatov          | 19 janvier 2010   | 30 novembre 2011  |
| Shuhratjon Gʻaniyev        | Novembre 2011     | 25 septembre 2020 |
| Xayrullo Bozorov (intérim) | 25 septembre 2020 | actuel            |

### Jizzakh
| Nom                  | de                | à                 |
| -------------------- | ----------------- | ----------------- |
| Erkin Tursunov       | 4 janvier 1992    | 1996              |
| Alisher Toshkenboyev | 1996              | 25 octobre 1996,  |
| Shavkat Mirziyoyev   | 1996              | 2001              |
| Ubaydulla Yamanqulov | 14 septembre 2001 | Février 2007      |
| Muso Anorboyev       | Février 2007      | 2009              |
| Mahmud Xolboʻtayev   | Mars 2009         | 25 septembre 2009 |
| Sayfiddin Ismoilov   | 14 janvier 2010   | 23 décembre 2016  |
| Ulug‘bek Uzoqov      | 23 décembre 2016  | 2017              |
| Ergash Soliyev       | 30 octobre 2017   | actuel            |

### Kachkadarya
| Nom               | de                | à                 |
| ----------------- | ----------------- | ----------------- |
| Temir Xidirov     | 4 janvier 1992    | Novembre 1995,    |
| Azat Fermanov     | Novembre 1995,    | 3 juin 1998       |
| Shuhrat Begmatov  | 3 juin 1998       | 28 juillet 2001   |
| Baxtiyor Hamidov  | 2001              | 2002,             |
| Nuriddin Zayniyev | 26 décembre 2002  | 30 novembre 2011  |
| Turobjon Jo‘rayev | 30 novembre 2011, | 27 septembre 2013 |
| Zafar Roʻziyev    | 27 septembre 2013 | actuel            |

### Khworezm
| Nom                     | de               | à                |
| ----------------------- | ---------------- | ---------------- |
| Marks Jumaniyozov       | 4 janvier 1992   | 1996             |
| Iskandar Yusupov        | 1996             | 26 mars 1999     |
| Islom Bobojonov         | 26 mars 1999,    | 18 février 2008  |
| Ollobergan Olloberganov | 18 février 2008  | 24 janvier 2012  |
| Poʻlat Bobojonov        | 24 janvier 2012  | 4 septembre 2017 |
| Ilgizar Sobirov         | 4 septembre 2017 | 21 avril 2018    |
| Farhod Ermanov          | 21 avril 2018    | actuel           |

### Namangan
| Nom                     | de                | à                 |
| ----------------------- | ----------------- | ----------------- |
| Burgutali Rapigʻaliyev  | 4 janvier 1992    | 6 novembre 1996   |
| Toʻlqin Jabborov        | 1996              | 17 septembre 2004 |
| Ikromxon Najmiddinov    | 17 septembre 2004 | 2009              |
| Bahodir Yusupov         | 2009,             | 26 novembre 2015, |
| Xayrullo Bozorov        | 26 novembre 2015  | 25 septembre 2020 |
| Shavkatjon Abdurazzoqov | 25 septembre 2020 | actuel            |

### Navoï
| Nom                   | de                | à                 |
| --------------------- | ----------------- | ----------------- |
| Abdurahmon Aydarqulov | 4 janvier 1992    | 1994/1995         |
| Hayot Gʻafforov       | 4 janvier 1995    | 11 novembre 1998, |
| Gʻaybullo Dilov       | 1999              | 31 mai 2002       |
| Bahriddin Roʻziyev    | Juin 2002         | 2008              |
| Erkin Turdimov        | 13 décembre 2008, | 16 décembre 2016  |
| Qobul Tursunov        | 16 décembre 2016  | actuel            |

### Samarcande
| Nom                 | de                | à                 |
| ------------------- | ----------------- | ----------------- |
| Poʻlat Abdurahmonov | 4 janvier 1992    | Novembre 1992,    |
| Alisher Mardiyev    | Novembre 1995     | Novembre 1998     |
| Erkin Roʻziyev      | Novembre 1998     | 11 septembre 2001 |
| Shavkat Mirziyoyev  | 11 septembre 2001 | 16 décembre 2003, |
| Rustam Xolmurodov   | 17 décembre 2003  | 10 juillet 2004   |
| Mamarizo Nurmurodov | 10 juillet 2004   | 2 décembre 2006,  |
| Azamjon Bahromov    | 2 décembre 2006,  | Avril 2008        |
| Oʻktam Barnoyev     | Avril 2008        | Décembre 2010     |
| Zoir Mirzayev       | 17 décembre 2010, | 15 décembre 2016, |
| Himmat Oqboʻtayev   | Décembre 2016     | 12 juin 2017      |
| Turobjon Joʻrayev   | 12 juin 2017      | 12 juillet 2018   |
| Erkin Turdimov      | 13 juillet 2018   | actuel            |

### Sourkhan-Daria
| Nom                     | de               | à                |
| ----------------------- | ---------------- | ---------------- |
| Hakim Berdiyev          | 1992             | 1993             |
| Botir Mahmudov          | 1993             | 1993             |
| Joʻra Noraliyev         | 1993             | 23 mars 2000,    |
| Baxtiyor Olimjonov      | 23 mars 2000     | 21 février 2002  |
| Toshmirzo Qodirov       | 21 février 2002, | 1er juin 2004    |
| Abdulhakim Eshmurodov   | 1er juin 2004    | 25 mars 2008     |
| Turobjon Joʻrayev       | 25 mars 2008     | Décembre 2011    |
| Normoʻmin Choriyev      | Décembre 2011,   | 19 décembre 2013 |
| Eshdavlat Joʻrayev      | 19 décembre 2013 | 17 décembre 2014 |
| Tojimurod Mamaraimov    | 8 janvier 2015   | 16 décembre 2016 |
| Erkin Turdimov          | 16 décembre 2016 | 13 juillet 2018  |
| Bahodir Poʻlatov        | 13 juillet 2018  | 2 avril 2019     |
| Toʻra Bobolov (intérim) | 2 avril 2019     | actuel           |

### Syrdaria
| Nom                 | de               | à                |
| ------------------- | ---------------- | ---------------- |
| Botir Mahmudov      | 4 janvier 1992   | 1993             |
| Gʻulomqodir Hasanov | 1994             | 28 octobre 1996  |
| O’ktam Ismoilov     | 28 octobre 1996  | Février 2000     |
| Alisher Isroilov    | 2000             | Novembre 2003,   |
| Ravshan Xaydarov    | Novembre 2003    | 26 novembre 2004 |
| Abdurahim Jalolov   | 26 novembre 2004 | Septembre 2009   |
| Oybek Ashirmetov    | 2010             | 16 décembre 2016 |
| Gʻofurjon Mirzayev  | 16 décembre 2016 | actuel           |

### Tachkent
| Nom                          | de                | à                |
| ---------------------------- | ----------------- | ---------------- |
| Sayfulla Saidaliyev          | 4 janvier 1992    | 9 décembre 1993  |
| Mirzamurod Ikromov           | 9 décembre 1993   | 1996             |
| Erkin Roʻziyev               | 1996              | 1997             |
| Ummat Mirzaqulov             | 12 décembre 1998, | 2004             |
| Kozim Toʻlaganov             | 29 janvier 2004,  | 8 novembre 2005  |
| Mirzamashrab Kuchchiyev      | 8 novembre 2005   | 2006             |
| Ziyavitdin Niyozov (intérim) | 2006              | 17 décembre 2008 |
| Rustam Xolmatov              | 17 décembre 2008  | 3 avril 2013     |
| Ahmadjon Usmonov             | 3 avril 2013      | 5 février 2015   |
| Sodiq Abdullayev             | 5 février 2015    | 12 août 2016     |
| Islomjon Ergashxoʻjayev      | 12 août 2016      | 16 décembre 2016 |
| Shukrullo Boboyev            | 16 décembre 2016  | 30 octobre 2017  |
| Gʻulomjon Ibragimov          | 30 octobre 2017   | actuel           |

## Capitale

### Ville de Tachkent
| Nom                    | de            | à             |
| ---------------------- | ------------- | ------------- |
| Adhambek Fozilbekov    | 1992          | 1993          |
| Kozim Toʻlaganov       | 1994          | 2001          |
| Rustam Shoabdurahmonov | 2001          | 2005          |
| Abduqahhor Toʻxtayev   | 2005          | 2011          |
| Rahmonbek Usmanov      | Février 2011  | 24 avril 2018 |
| Jahongir Ortiqxoʻjayev | 24 avril 2018 | actuel        |